# Milan Kadlec
Pour les articles homonymes, voir Kadlec.
Milan Kadlec, né le 13 octobre 1974 à Uherské Hradiště, est un coureur cycliste tchèque. Professionnel de 2000 à 2007, il s'est principalement illustré en Italie en remportant le Giro d'Oro et le Critérium des Abruzzes. Il est actuellement directeur sportif de l'équipe Dukla Praha après y avoir passé neuf années en tant que coureur. Il est également entraineur de son fils Milan Kadlec, né en 2004.

## Palmarès sur route

### Par années
- 1998
  - Coppa Messapica
  - 1re étape du Tour de Bohême
  - 2e du championnat de République tchèque sur route
  - 2e du Tour de Bohême
  - 2e de la Coppa Pinot La Versa
  - 3e du Gran Premio Sportivi San Vigilio
  - 3e de la Cronoscalata Gardone Val Trompia-Prati di Caregno
- 1999
  - Giro d'Oro
  - 1re étape du Giro della Valsesia
  - Gran Premio Madonna del Carmine
  - Cirié-Pian della Mussa
  - Trofeo Sportivi di Briga
  - Gran Premio Capodarco
  - 4e étape du Tour de Bohême
  - Tour de la Vallée d'Aoste :
    - Classement général
    - 2e et 4e étapes

  - 2e du Trophée Matteotti amateurs
  - 2e du championnat de République tchèque du contre-la-montre
  - 2e du championnat de République tchèque sur route
  - 2e de la Cronoscalata Gardone Val Trompia-Prati di Caregno
- 2000
  - 1re étape du Tour de Bohême
  - 2e du Tour de Bohême
  - 3e du championnat de République tchèque du contre-la-montre
- 2001
  - Critérium des Abruzzes
  - Prologue du Tour de Bohême
  - 2e du Tour de Bohême
  - 2e du Brixia Tour
- 2002
  - Classement général du Tour de Bohême
- 2004
  - 3e du Tour de Bohême
- 2005
  - 3e du championnat de République tchèque du contre-la-montre
- 2006
  - 2e du championnat de République tchèque du contre-la-montre
- 2008
  - 2e de Brno-Velká Bíteš-Brno
- 2010
  - Kirschblütenrennen
  - 3e du championnat de République tchèque sur route
- 2011
  - Brno-Velká Bíteš-Brno
- 2012
  -  Champion de République tchèque sur route
  - Tour du lac Taihu :
    - Classement général
    - 1re étape

  - 3e étape du Tour de Fuzhou
- 2013
  - Brno-Velká Bíteš-Brno
  - 6e étape du Tour d'Iran - Azerbaïdjan
  - 2e du Tour d'Iran - Azerbaïdjan
  - 2e du Tour de Fuzhou
- 2014
  - 3e étape du Tour d'Iran - Azerbaïdjan
  - 2e du Tour de Chine II
  - 3e de Brno-Velká Bíteš-Brno

### Résultats sur les grands tours

#### Tour d'Italie
- 2000 : 100e
- 2002 : 64e

#### Tour d'Espagne
- 2002 : abandon (12e étape)

### Classements mondiaux
| Année           | 2006 | 2007 | 2008  | 2009 | 2010 | 2011 | 2012 | 2013 | 2014 |
| --------------- | ---- | ---- | ----- | ---- | ---- | ---- | ---- | ---- | ---- |
| UCI Africa Tour |      |      |       |      |      | 191e |      |      |      |
| UCI Asia Tour   |      |      |       |      |      |      | 123e | 7e   | 15e  |
| UCI Europe Tour | 614e | 819e | 1217e |      | 544e | 738e | 351e |      |      |

## Palmarès sur piste

### Championnats du monde
- Ballerup 2010
  -  Médaillé de bronze de la course aux points
- Apeldoorn 2011
  - 5e de la course aux points
- Melbourne 2012
  - 8e de la course aux points
- Minsk 2013
  - 4e de la course aux points
- Cali 2014
  - 11e de la course aux points

### Coupe du monde
- 2008-2009
  - 3e de la course aux points à Copenhague

### Championnats d'Europe
- Apeldoorn 2011
  -  Médaillé de bronze de la course aux points

### Championnats de République tchèque
- 2007
  -  Champion de République tchèque de la course aux points
- 2008
  -  Champion de République tchèque de poursuite
- 2012
  -  Champion de République tchèque de poursuite
- 2014
  -  Champion de République tchèque de la course aux points
  -  Champion de République tchèque de l'américaine (avec Alois Kaňkovský)